# Paroedura spelaea
Paroedura spelaea — вид геконоподібних ящірок родини геконових (Gekkonidae). Ендемік Мадагаскару. Описаний у 2018 році.

## Поширення й екологія
Paroedura kloki відомі з кількох місцевостей, що лежать у масиві Цінгі-де-Бемараха на заході острова Мадагаскар. Вони живуть у сухих тропічних лісах, що ростуть серед карстових скель.